# Chlorops oculatus
Chlorops oculatus är en tvåvingeart som först beskrevs av Lamb 1917.  Chlorops oculatus ingår i släktet Chlorops och familjen fritflugor. Inga underarter finns listade i Catalogue of Life.